# 英国陆军司令部和集团军列表
本列表的作用乃是对英国陆军诸司令部及集团军群做到提纲掣领，以便读者获取相关信息。
- 阿尔德肖特司令部（英语：Aldershot Command）（至1941年）
- 防空司令部（英语：Anti-Aircraft Command）
- 陆军总部（自2011年11月1日起）（参见陆军司令官（英语：Commander-in-Chief, Land Forces）一节）
- 陆军战略司令部（英语：Army Strategic Command）（1968年—1972年）
- 驻莱茵河陆军司令部（1945年—1994年）
- 驻的里雅斯特陆军司令部（BETFOR）
- 英国远征军（第一次世界大战期间）
- 英国远征军（第二次世界大战期间）
- 驻奥地利英军（前第八军）
- 昔兰尼加司令部（1940年—1941年）
- 东非司令部（英语：East Africa Command）（1941年—1964年）
- 东部司令部（英语：Eastern Command）
- 远东陆军司令部（英语：Far East Land Forces）
- 野战军司令部（英语：Field Army）（2015年起至今）
- 本土司令部（英语：Home Command）
- 印度司令部（英语：British India Command）
- 陆军司令部（1995年—2008年）
- 陆军司令部（2008年—2011年）
- 马来亚司令部
- 马耳他及利比亚司令部（最晚至1967年）
- 中东司令部（1939年—1945年）
- 中东陆军司令部（1945年—1976年）
- 近东陆军司令部（英语：Land Command）
- 荷属东印度司令部（1946年—1947年）
- 北部司令部（英语：Northern Command）
- 北爱尔兰陆军总部（英语：HQ Northern Ireland）
- 波斯-伊拉克司令部（英语：Persia and Iraq Command）
- 苏格兰司令部（英语：Scottish Command）
- 东南司令部（1941年—1944年）
- 南部司令部（英语：Southern Command）（至1972年）
- 联合王国陆军司令部（英语：UK Land Forces）（1972年—1995年）
- 英国驻德支援司令部（参见驻德英军一节）
- 西非司令部（英语：West Africa Command）（1941年—1956年）
- 西部司令部（英语：Western Command）

## 集团军
- 第11集团军群（英语：11th Army Group）（组建于1943年11月，1944年11月12日起改组为东南亚盟国陆军司令部（英语：Allied Land Forces South East Asia））
- 第15集团军群（英语：15th Army Group）
- 第18集团军群
- 第21集团军群
- 驻意大利盟国陆军司令部（英语：Allied Armies in Italy）